# Eria connata
Eria connata är en orkidéart som beskrevs av J.Joseph, S.N.Hegde och N.R. Abbareddy. Eria connata ingår i släktet Eria och familjen orkidéer. Inga underarter finns listade i Catalogue of Life.